# Arc composite
Un arc composite, appelé aussi arc renforcé, est le nom générique donné à un type d'arc fabriqué à partir de matériaux disparates assemblés selon une technique semblable, commune à différents peuples d'extrême-Orient, d'Asie centrale, et du Moyen-Orient.

## Fabrication

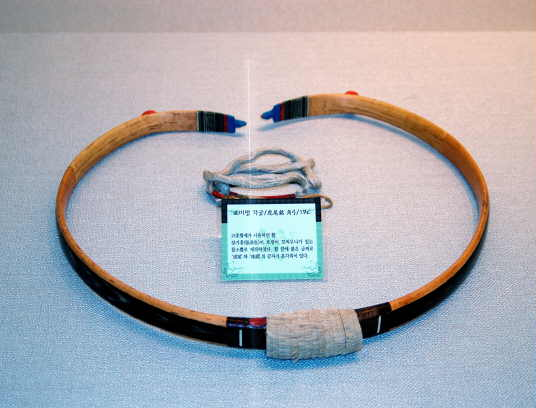
Arc composite avant sa tension par les cordes

Différents matériaux sont utilisés afin de bénéficier des avantages et des propriétés de chaque matériau. Du bois, de la corne de yak, de buffle ou de vache sur le ventre de l'arc en compression (l'intrados face à l'archer), des tendons effilochés et séchés sur le dos de l'arc en tension (l'extrados), de la colle (de peau de lapin ou à base de poisson, notamment la colle de vessies natatoires d'esturgeon) pour enduire les fibres de tendon, sont les assemblages les plus communs. L'arc ainsi formé est ensuite recourbé contre sa courbure naturelle. « Les premiers arcs composites (faits de corne sur le ventre, âme en bois et tendon au dos) sont vraisemblablement apparus durant la Protohistoire en Asie centrale et en Extrême-Orient (l’arc composite à double courbure scythe est décrit par les Assyriens dès le VIIe siècle av. J.-C. et des représentations de l’arc scythe sont attestées dès le IVe siècle av. J.-C.) ».

### Variations
Certains modèles incluent des plaques de métal sur la face intérieure de l'arc afin d'augmenter la tension.
Une autre variation observée est d'enrouler de la corde de manière très serrée autour de l'arc afin d'encore en augmenter la tension, à la manière d'un ressort (selon le principe de l'onagre à l'Antiquité romaine).

## Utilisation militaire

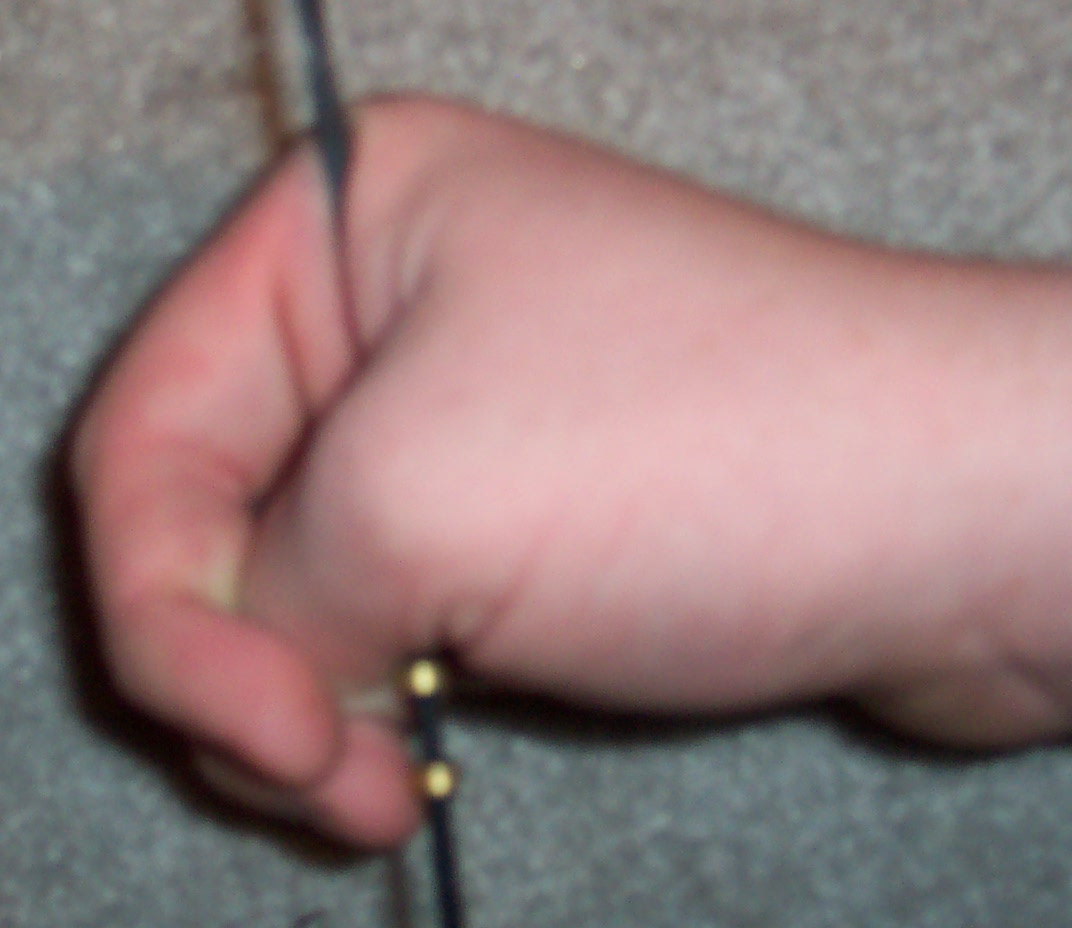
Prise de tir à l'arc utilisée sur ces modèles étant donné la puissance de la tension

Il fut particulièrement utilisé lors des campagnes militaires du Moyen Âge par les peuples depuis l’Asie jusqu'au Moyen-Orient et l'Est de l'Europe.

### Archers de cavalerie
À cause de l'énorme rapport entre la tension relâchée pour la taille de l'arc, cet arc était particulièrement bien adapté à l'emploi des archers de cavalerie. Les Parthes, qui utilisaient l'arc composite, ont d'ailleurs inventé le tir connu sous le nom du « tir parthe » ou flèche du Parthe (qui s'entend aussi au figuré), qui consiste à tirer vers l'arrière sur un cheval au galop. L'avènement d’unités militaires extrêmement mobiles ayant les moyens d'attaquer à distance et repartir rapidement fit évoluer rapidement les stratégies militaires.
Les peuples des steppes d'Asie centrale, dont le système militaire – voire la société – était organisé autour des archers montés, sont par ailleurs à l'origine de la diffusion de cette arme à travers le monde.

### Arbalètes
Des ingénieurs chinois du Moyen Âge ont conçu une arbalète hybride sur laquelle un arc composite pouvait être installé, afin que les archers puissent choisir entre la précision du tir (arc monté sur l'arbalète) ou sa rapidité (arc utilisé seul).

### Armes de sièges
Certaines armes de sièges utilisant un arc comme propulseur apportèrent à cet arc des principes de l'arc composite afin d'améliorer la force de propulsion de leurs projectiles.

### Répartition
Si le fait que l'arc composite soit une arme venant de l'Asie ne fait aucun doute, son origine est incertaine et sa répartition est immense. Les théories modernes considèrent que l'arc pourrait venir soit des nomades des steppes d'Asie centrale ou du Nord de l'Extrême-Orient, soit de Chine. Sa première probable représentation picturale se trouve sur la stèle de victoire du roi Naram-Sin, gravée en Mésopotamie au XXIIIe siècle av. J.-C.. Il est introduit en Égypte par les Hyksôs au XVIIIe siècle ; le plus vieil exemplaire conservé date du XVIe siècle et provient de la tombe d'Ahmôsis Ier ; trente-deux autres ont été découverts dans le tombeau de Toutânkhamon. Il est toujours utilisé en Mongolie, notamment dans l'une des trois disciplines de la fête nationale, du 11 au 13 juillet, et sa fabrication artisanale est également toujours conservée en Corée, où il est appelé gakgung (arc national).
Quelques peuples ayant utilisé l'arc composite :
- Scythes
- Parthes
- Chinois
- Coréens
- Huns
- Avars
- Turcs
- Khazars
- Magyars
- Mongols
- Tatars
- Hyksôs